# Pierre Gossez
Pierre Gossez (* 1928 in Valenciennes; † 2001) war ein französischer Jazz-, Unterhaltungs- und Studiomusiker (Saxophon, Klarinette).

## Leben und Wirken
Gossez leitete in den frühen 1950er-Jahren eine eigene Formation, mit der er eine Reihe von Titeln für Philips und Columbia einspielte; seiner Band gehörten Maurice Vander (Piano), Vic Apicella (Gitarre), Alf „Totole“ Masselier (Bass) und André Jourdan (Schlagzeug) an. Ferner arbeitete er in dieser Zeit in den Orchestern von Dave Pochonet, Marcel Bianchi, Michel Legrand, Martial Solal (Soundtrack von Außer Atem, 1959), Kenny Clarke, Eddie Barclay, André Hodeir (Les Tripes au soleil, 1959) und Christian  Garros, mit dem er u. a. auch in der Formation Le Jazz Groupe de Paris spielte. 1960 trat er als Musiker in dem Musikfilm Paris Blues auf.
Um 1955 begann Gossez’ langjährige Mitgliedschaft im Orchester von Claude Bolling. Teilweise unter dem Pseudonym Alan Gate legte er daneben in den 1960er-Jahren auf den Plattenlabels Barclay, Festival und Riviera mehrere LPs und EPs vor, wie Hommage a Sidney Bechet, The Twistin' Tigers oder Le Cœur en Embuscade (mit Bernard Lauze). Produktionen wie Bach Takes a Trip und Come Bach lehnten sich an die in den 60ern populären Bach-Adaptionen von Jacques Loussier an. Ferner war er an Aufnahmen von Guy Lafitte (Love in Hi-Fi), Duke Ellington („C-Jam Blues“, 1963), Pierre Michelot (Round About a Bass, 1963), Boulou Ferré, Raymond Fol, Maxim Saury und Ivan Jullien  beteiligt, in den 70er- und 80er-Jahren auch mit Baden Powell, Philippe Sarde (Soundtrack von César und Rosalie, 1972), Dany Doriz, Bill Coleman, Chet Baker (Plays Vladimir Cosma), Raymond Fonsèque, Raymond Lefèvre und Stéphane Grappelli. Im Bereich des Jazz war er von 1952 bis 1989 an 120 Aufnahmesessions beteiligt. Als Studiomusiker arbeitete er u. a. mit Jacqueline Dorian (1960), Léo Ferré (Les Fleurs du mal, 1957), Jean Michel Jarre (Rendez-vous, 1986), Patricia Kaas (Scène de vie) und Alan Stivell (Symphonie celtique : Tír na nÓg), in den 1990er Jahren noch mit Paul Mauriat.